# Aleksandr Trietjakow (zapaśnik)
Aleksandr Władimirowicz Trietjakow (ros.  Александр Владимирович Третьяков; ur. 1 października 1972) – rosyjski zapaśnik w stylu klasycznym.
Brązowy medalista Igrzysk w Atlancie 1996 w wadze do 68 kg. Trzykrotny medalista Mistrzostw Świata, złoty w 1998 roku. Trzy razy sięgał po medal na  Mistrzostwach Europy, dwukrotnie złoty w 1997 i 1998.
Drugi w Pucharze Świata w 1995; trzeci w  1996.
Mistrz Igrzysk Woskowych z 1995 roku.
Złoty medalista mistrzostw Rosji w 1998, brązowy medal w 1995, 1999 i 2000 roku.